# Technoblade
Technoblade (настоящее имя — Алекса́ндр, англ. Alexander; 1 июня 1999 — июнь 2022) — американский ютубер и интернет-личность, был наиболее известен своими видеороликами по игре Minecraft и прямыми трансляциями на своём YouTube-канале, а также участием на сервере Minecraft Dream SMP.
По состоянию на начало июня 2025 года его основной канал имеет 1,9 млрд просмотров и 20 млн подписчиков.

## Карьера
Александр создал канал Technoblade на YouTube 29 октября 2013 года. Его контент в основном был посвящен видеоигре Minecraft. Часто посещал сервер Hypixel, и большую часть его контента составляли такие мини-игры, как Bedwars и Skyblock. Регулярно участвовал в турнире Minecraft Championship вместе с другими создателями контента игры. Кейл Майкл из Dot Esports назвал его «одним из лучших игроков и создателей контента в Minecraft, и в частности одним из лучших PVP-игроков». Technoblade был одним из главных персонажей сюжетной линии на сервере Dream SMP.
У Александра было дружеское соперничество с другим Minecraft-ютубером Dream, основателем сервера Dream SMP. Оба боролись за признание звания «лучшего игрока в Minecraft» среди своих фанатов. Когда в конце августа 2021 года у Technoblade обнаружили саркому, Dream пожертвовал 21 409 американских долларов на исследование рака.

## Личная жизнь
Подробности личной жизни Александра неизвестны.
1 июля 2022 года, уже после объявления о его смерти, на официальном сайте, (https://technoblade.com), указанном в описании к видео, было раскрыто имя Technoblade — Александр. По его словам, прозвучавшим в данном видео, однажды он «разыграл» своих зрителей, заставив их поверить, что его зовут «Дэйв», в результате чего это прозвище считалось его настоящим именем до самой его смерти. Также известно, что у Александра был СДВГ. После смерти Александра на его канал подписалось свыше четырёх миллионов человек.
Борьба Александра с раком ранее была объектом пристального внимания его фанатов. 28 августа 2021 года было загружено видео, где он сообщил, что ему поставили диагноз саркома после появления боли в правой руке.
В сентябре 2021 года он провёл благотворительный прямой эфир, на котором ему удалось собрать более 323 000 долларов для фонда по сбору средств на лечение саркомы.
Химиотерапия и лучевая терапия оказались безуспешными, и его терапевт заявил, что, возможно, ему придётся ампутировать руку. В декабре 2021 года Александр успешно перенёс операцию, и ампутация конечности не потребовалась.

### Смерть
30 июня 2022 года на канал Technoblade на YouTube было загружено видео, в котором его отец объявил, что Александр умер от рака, перешедшего в четвёртую стадию. Он прочитал сообщение, написанное сыном в последние часы жизни, и сказал, что доходы от мерчандайзинга пойдут на благотворительность по сбору средств для лечения саркомы. Ютуберы, такие как Dream и другие участники Dream SMP, выразили ему свою благодарность в Интернете. Саймон Коллинз-Лафламм, владелец сервера Hypixel, выступил с аналогичным заявлением.
В интервью The New York Times Дон Пиресо, главный администратор Hypixel, заявил, что семья Александра не будет давать никаких дальнейших комментариев относительно его кончины, поскольку «видео, которым они поделились, содержит всю информацию, которой они могут поделиться на данный момент». Команда Hypixel также создала на своём сервере цифровое пространство, в котором фанаты могут написать свои соболезнования, которые в конечном итоге будут отправлены семье Александра.

### Память
Память Technoblade почтил и YouTube: если в поисковой строке видеохостинга ввести на английском языке Technoblade, то сразу под поисковой строкой будет написано: Did you mean: Technoblade never dies (рус. Возможно, Вы имели в виду: Technoblade никогда не умрёт»). 
В качестве дани уважения Александру в «Minecraft в кино» появилась свинья в короне, которую Стив назвал легендой.